# Nadège Dubospertus
Nadège Dubospertus (Montfermeil, 1968. március 18. –) francia modell és Olaszország következő topmodell c. műsorának bírája. Ő volt Giorgio Armani és Gianni Versace múzsája.

## Korai évei
Nadège Dubospertus Montfermeil-ben (Franciaország) született. 1988-ig közgazdaságtant tanul, amikor egy fiatal fotós lencsevégre kapja Párizs egyik utcáján. A fotókat egy modell ügynökségnek küldik, és karrierje innentől kezdve felfelé ível.

## Karrier

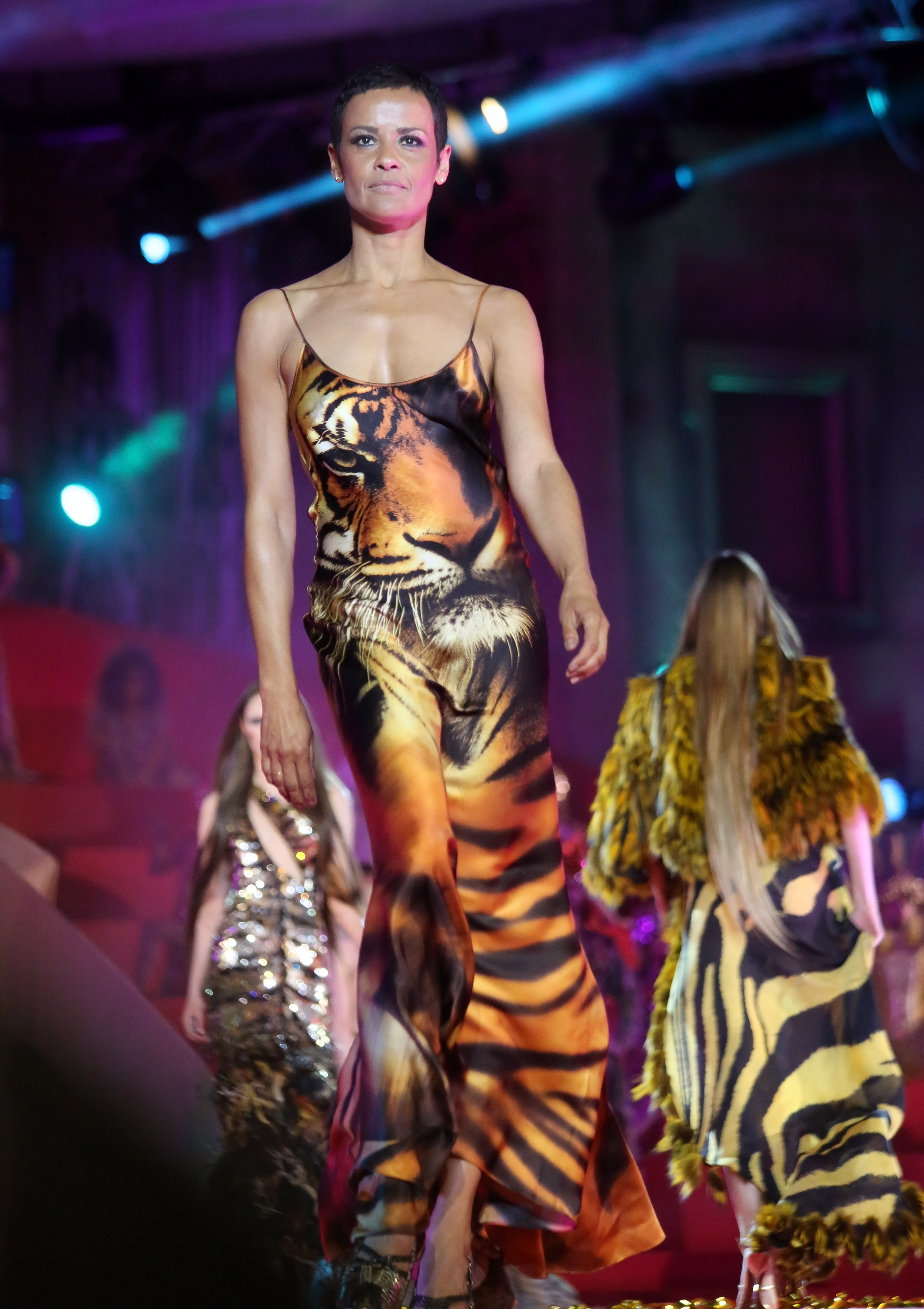

Nadege rendszeresen feltűnik a Vogue, Marie Claire, ELLE és MADEMOISELLE magazinok címlapjain, csak hogy néhányat említsünk és olyan neves fotósokkal dolgozik együtt, mint Steven Meisel, Patrick Demarchelier, Gilles Bensimon, Bruce Weber, Herb Ritts.
Legtöbben csak Nadege néven ismerik és az 1990-es években ő volt az egyik legkeresettebb modell.Feltűnt a Vogue Paris és a brit ELLE címlapján, csak úgy mint  a Chanel, Ralph Lauren, Yves Saint Laurent, és Levi's kampányaiban.
1995-ben vendégszerepelt a Déjà Dimanche tv-sorozatban, melyet minden vasárnap a francia televízióban sugároznak.

## Magánélet
Nadège házasságot kötött egy olasz üzletemberrel Milánóban.
Nadège barátságot ápol Azzedine Alaia és Christian Lacroix divattervezőkkel. Christian készítette esküvői ruháját. Legjobb barátnője Carla Bruni volt az esküvői tanúja.
Nadège jelenleg Milánóban él és legtöbb idejét fiainak (Luigi, Daniel és Mathias) szenteli, valamint különleges modell megbízatások esetén munkájának is.